# Звучна двубърнена проходна съгласна
Звучната двубърнена проходна съгласна е вид съгласен звук, използван в някои говорими езици, често като алофон на звучната двубърнена преградна съгласна. В Международната фонетична азбука той се отбелязва със символа β. Той е сходен с българския е звук, обозначаван с „в“, но учленен с двете устни.
Звучната двубърнена проходна съгласна се използва в езици като бенгалски (ভিসা, [βisa]), каталонски (abans, [əˈβans]), немски (aber, [ˈaːβɐ]), португалски (sábado, [ˈsaβɐðu]).